# Championnats de Finlande de squash
Les Championnats de Finlande de squash sont une compétition de squash individuelle organisée par l'Association finlandaise de squash (en). Ils se déroulent chaque année depuis 1970.
Olli Tuominen détient le record de victoires masculines avec 18 titres. Tuula Myllyniemi détient le record de victoires féminines avec 20 titres  entre 1983 et 2009.

## Palmarès[1]

### Hommes
- 2024 : Henrik Mustonen[2]
- 2023 : Jami Äijänen[3]
- 2022 : Mahesh Mangaonkar[4],[5]
- 2021 : Miko Äijänen[6]
- 2020 : Olli Tuominen[7]
- 2019 : Miko Äijänen
- 2018 : Jami Äijänen[8]
- 2017 : Olli Tuominen[9]
- 2016 : Olli Tuominen[10]
- 2015 : Henrik Mustonen[11]
- 2014 : Olli Tuominen
- 2013 : Olli Tuominen
- 2012 : Olli Tuominen
- 2011 : Olli Tuominen
- 2010 : Olli Tuominen
- 2009 : Olli Tuominen
- 2008 : Olli Tuominen
- 2007 : Olli Tuominen
- 2006 : Olli Tuominen
- 2005 : Olli Tuominen
- 2004 : Olli Tuominen
- 2003 : Olli Tuominen
- 2002 : Olli Tuominen
- 2001 : Olli Tuominen
- 2000 : Olli Tuominen
- 1999 : Mika Monto
- 1998 : Olle Poutiainen
- 1997 : Ville Sistonen
- 1996 : Juha Raumolin
- 1995 : Sami Elopuro
- 1994 : Juha Raumolin
- 1993 : Sami Elopuro
- 1992 : Sami Elopuro
- 1991 : Sami Elopuro
- 1990 : Sami Elopuro
- 1989 : Sami Elopuro
- 1988 : Sami Elopuro
- 1987 : Sami Elopuro
- 1986 : Matti Saarela
- 1985 : Kale Leskinen
- 1984 : Markku Sainio
- 1983 : Kale Leskinen
- 1982 : Markku Sainio
- 1981 : Kale Leskinen
- 1980 : Harri Bucht
- 1979 : Kale Leskinen
- 1978 : Poku Salo
- 1977 : Kale Leskinen
- 1976 : Kale Leskinen
- 1975 : Harri Bucht
- 1974 : Harri Bucht
- 1973 : Kale Leskinen
- 1972 : Poku Salo
- 1971 : Poku Salo
- 1970 : Poku Salo

### Femmes
- 2024 : Emilia Soini[2]
- 2023 : Emilia Soini[3]
- 2022 : Emilia Soini[5]
- 2021 : Emilia Soini[6]
- 2020 : Emilia Soini[7]
- 2019 : Emilia Soini
- 2018 : Emilia Korhonen[8]
- 2017 : Emilia Soini[9]
- 2016 : Emilia Soini[10]
- 2015 : Elina Kononen[11]
- 2014 : Elina Kononen
- 2013 : Elina Kononen
- 2012 : Emilia Soini
- 2011 : Saara Valtola
- 2010 : Elina Kononen
- 2009 : Tuula Minetti
- 2008 : Tuula Minetti
- 2007 : Jutta Tuunanen
- 2006 : Lotta Vuorela
- 2005 : Lotta Vuorela
- 2004 : Lotta Vuorela
- 2003 : Lotta Vuorela
- 2002 : Tuula Myllyniemi
- 2001 : Lotta Vuorela
- 2000 : Tuula Myllyniemi
- 1999 : Tuula Myllyniemi
- 1998 : Tuula Myllyniemi
- 1997 : Tuula Myllyniemi
- 1996 : Tuula Myllyniemi
- 1995 : Tuula Myllyniemi
- 1994 : Tuula Myllyniemi
- 1993 : Tuula Myllyniemi
- 1992 : Tuula Myllyniemi
- 1991 : Tuula Myllyniemi
- 1990 : Tuula Myllyniemi
- 1989 : Tuula Myllyniemi
- 1988 : Tuula Myllyniemi
- 1987 : Tuula Myllyniemi
- 1986 : Tuula Myllyniemi
- 1985 : Tuula Myllyniemi
- 1984 : Katja Sauerwald
- 1983 : Tuula Myllyniemi
- 1982 : Katja Sauerwald
- 1981 : Katja Sauerwald
- 1980 : Katja Sauerwald
- 1979 : Marisanna Saari
- 1978 : Nina Mohell
- 1977 : Nina Mohell
- 1976 : Eija Jones
- 1975 : Eija Jones
- 1974 : Eija Jones
- 1973 : Eija Jones
- 1972 : Eija Jones
- 1971 : Eija Jones
- 1970 : Annika Swanljung